# Krzystkowice (gromada)
Krzystkowice – dawna gromada, czyli najmniejsza jednostka podziału terytorialnego Polskiej Rzeczypospolitej Ludowej w latach 1954–1972.
Gromady, z gromadzkimi radami narodowymi (GRN) jako organami władzy najniższego stopnia na wsi, funkcjonowały od reformy reorganizującej administrację wiejską przeprowadzonej jesienią 1954 do momentu ich zniesienia z dniem 1 stycznia 1973, tym samym wypierając organizację gminną w latach 1954–1972.
Gromadę Krzystkowice z siedzibą GRN w Krzystkowicach (od 1988 część Nowogrodu Bobrzańskiego) utworzono – jako jedną z 8759 gromad na obszarze Polski – w powiecie żarskim w woj. zielonogórskim na mocy uchwały nr V/30/54 WRN w Zielonej Górze z dnia 5 października 1954. W skład jednostki weszły obszary dotychczasowych gromad Krzystkowice, Cieszów i Krzywa ze zniesionej gminy Zabłocie w powiecie żarskim oraz Dobroszów Mały ze zniesionej gminy Nowogród Bobrzański w powiecie nowosolskim w tymże województwie.
13 listopada 1954 (z mocą wstecz od 1 października 1954) gromada weszła w skład nowo utworzonego powiatu lubskiego w tymże województwie, gdzie ustalono dla niej 11 członków gromadzkiej rady narodowej.
1 stycznia 1958 do gromady Krzystkowice włączono wsie Zabłocie, Białowice, Jasion i Łagoda ze zniesionej gromady Zabłocie w tymże powiecie.
Gromada przetrwała do końca 1972 roku, czyli do kolejnej reformy gminnej. 1 stycznia 1973 w powiecie lubskim utworzono gminę Krzystkowice (zniesiono ją ponownie 15 stycznia 1976).